# 中九州
中九州（）は、九州のうち中部に位置する地域の呼称である。九州中部または中部九州と呼ばれることもある。

## 中九州の地域区分
中九州（中部九州・九州中部）は九州を三分する際に用いられており、九州の他地域を示す呼称（北部九州・東九州・西九州・南九州）と同様に使用される側によりその定義は異なる。一般的には熊本・大分2県を指すとされている。
熊本県内においては、エフエム熊本がかつてエフエム中九州と名乗っていたことをはじめ、県内に中九州を名乗る企業や施設、学校が点在している。一方、大分県では豊後水道沿岸で東九州自動車道など東九州という広域呼称が広く使われており、竹田市・豊後大野市など豊肥本線の沿線（奥豊後や豊肥地区とも。空路の場合は熊本空港の方が近い）以外、中九州であるという認識は薄い。そのため、中九州といえば熊本県1県、あるいは福岡県大牟田市や長崎県島原半島、奥豊後の大分県竹田・豊後大野の両市、宮崎県北部（特に熊本県と接する高千穂町・五ヶ瀬町）など周辺の一部を含めた地域を指すことも少なくない。

### 中九州の使用例
- NTTマーケティングアクト中九州・NTTネオメイト中九州・NTTビジネスアソシエイツ中九州（本社：熊本市。NTT西日本グループ、現在はNTT西日本-中九州グループとして統合。管轄エリア：熊本県・大分県）
- 中九州横断道路（国道57号に並走する地域高規格道路）
- 中九州クボタ（本社：熊本市。管轄エリア：熊本県・大分県）
- パソナ中九州（本社：熊本市。管轄エリア：熊本県・大分県・宮崎県）
- 全国高等学校野球選手権大会中九州大会（1959年から1975年までの全国高等学校野球選手権大会の地区予選大会　管轄エリア：熊本県・大分県）

#### 九州中部の使用例
- 九州中部地域連携推進協議会（管轄エリア：熊本県北部の一部・大分県南部・宮崎県北部の37市町村）
- 九州中部横断自動車道（熊本市を起点とし、延岡市を終点とする国土開発幹線自動車道の第四次全国総合開発計画における呼称。現在の九州横断自動車道延岡線（開通区間の道路名としては九州中央自動車道）に相当する。）
- 九州中部商工連合会（福岡県・佐賀県・長崎県・熊本県の有明海沿岸を中心とする商工会議所・商工会22団体）
- 天気予報の気象区分において、熊本・大分両県を指すことがある（九州南部地方と予報が同じ場合などに、北部より分離される）。ただし、あくまでも臨時的区分であり、この呼び方がなされるのはNHKがほとんどである。

#### 九州中央の使用例
- 九州中央山地国定公園（熊本県・宮崎県にまたがる九州脊梁部の森林山岳と渓谷を主とする国定公園）
- 九州中央自動車道（熊本県の嘉島JCTから宮崎県の延岡JCT/ICへ至る高速自動車国道の営業路線名）

## 自然地理
このエリアの東側は豊後水道に接し、瀬戸内海沿岸各都市との関係が深い。大分市にはコンビナートが建設され、中九州随一の工業地帯として発展している。
別府から阿蘇まで繋がるやまなみハイウェイに沿って山岳地帯、高原地帯が広がっている。阿蘇山や九重連山などの火山をメインに阿蘇くじゅう国立公園や由布院など、大自然を売り物にした観光地に恵まれている。また別府、由布院、湯平、九重九湯、黒川、内牧、山鹿、菊池など温泉も至る所で噴出しており、各自治体ごとに温泉施設が整っている。
熊本市周辺は白川・緑川河口に広がる田園地帯となっており、有明海や八代海に接している。
熊本・八代平野のほぼ真ん中から西よりに突き出た宇土半島の先には天草諸島が連なっており、海産物の宝庫として、また、海洋レジャーの拠点として人気を集めている。
- 山：阿蘇山、九重連山（久住山、大船山等）、由布岳、鶴見岳、両子山
- 川：白川、緑川、球磨川、大野川、大分川
- 海：有明海、八代海、周防灘、瀬戸内海、豊後水道
- 島：天草諸島、姫島
- 半島：宇土半島、国東半島、佐賀関半島

## 交通網
これらのうち、おおむね熊本県と大分県にまたがり中九州を横断するものとしては、鉄道では豊肥本線、道路では国道57号、国道387号、九州横断道路（やまなみハイウェイを含む）などがある。

### 鉄道
- 九州新幹線
- 鹿児島本線
- 豊肥本線
- 肥薩線
- 三角線
- 久大本線
- 日豊本線
- 日田彦山線
- 西鉄天神大牟田線
- 熊本電気鉄道
- 熊本市交通局
- 南阿蘇鉄道
- 肥薩おれんじ鉄道
- くま川鉄道

### 主な道路
- 九州自動車道
- 大分自動車道
- 東九州自動車道
- 南九州自動車道
- 九州中央自動車道
- 国道3号
- 国道10号
- 国道57号
- 国道208号
- 国道210号
- 国道212号
- 国道325号
- 国道387号
- 国道445号
- 九州横断道路
  - 大分県道・熊本県道11号別府一の宮線（やまなみハイウェイ）

### 主な港湾
- 三池港
- 熊本港
- 三角港
- 八代港
- 中津港
- 別府港（別府国際観光港）
- 大分港
- 津久見港
- 佐伯港